# Emilio Fernández Cruz
Emilio Fernández Cruz (Córdoba, 11 de abril de 1941) es un político socialista español y obrero industrial.

## Biografía
De familia humilde y trabajadora, a muy temprana edad quedó con sus cinco hermanos huérfano de padre. 
Su infancia la pasó en un internado de Auxilio Social donde permaneció hasta cumplir los 17 años. De joven se asoció a grupos de sindicalistas de izquierdas en la clandestinidad con los que realizó diversas actividades políticas y de agitación social. En 1961 se incorporó como trabajador de la Constructora Nacional de Maquinaria Eléctrica, más tarde Westinghouse. Inició junto a Germán Toledo Fernández la implantación de la Unión General de Trabajadores (UGT) en dicha factoría. En 1976 se afilió al PSOE y como militante activo contribuyó a la reorganización y relanzamiento de la UGT en la provincia de Córdoba.  Fue elegido diputado al Congreso por la circunscripción electoral de Córdoba, en las elecciones de 1977, pasando en 1979 a ocupar escaño en el Senado. Fue concejal del Ayuntamiento de Córdoba y miembro del consejo de administración de Cajasur.
Contribuyó al engrandecimiento y expansión de la central sindical UGT, donde ocupó el puesto de Secretario General Provincial desde 1977 a 1980.
El Ateneo de Córdoba le otorgó la Fiambrera de Plata en 1988.